# Fight for the Fallen
Fight for the Fallen è stato un evento in pay-per-view di wrestling organizzato dalla All Elite Wrestling nel 2019 e nel 2020. A partire dall'anno successivo l'evento è stato proposto come puntata speciale di Dynamite.

## Edizioni
| Edizione        | Data           | Città        | Main event                               |
| --------------- | -------------- | ------------ | ---------------------------------------- |
| 2019 (Dettagli) | 13 luglio 2019 | Jacksonville | Cody e Dustin Rhodes vs. The Young Bucks |
| 2020 (Dettagli) | 15 luglio 2020 | Jacksonville | Brian Cage vs. Jon Moxley                |